# 産声 (SPIRAL SPIDERSの曲)
「産声」（うぶごえ）は、SPIRAL SPIDERSの1枚目のシングル。2007年5月9日にEMIミュージック・ジャパンよりリリース。

## 解説
前作「ケピック」、前々作「間に合っていますんで」はデジタル・ダウンロードシングルであったため、本作が初のCDリリースとなる。また「間に合っていますんで」、「ケピック」も収録されている。
「産声」は読売テレビ「ダウンタウンDX」2007年4月〜5月エンディングテーマに起用。2008年に活動を休止したため、本作が現在最後のシングルである。

## 収録曲
1. 産声
  - 作詞・作曲・編曲：YOSK
  - 読売テレビ「ダウンタウンDX」2007年4月〜5月エンディングテーマ
2. 間に合っていますんで
  - 作詞・作曲・編曲：YOSK
  - TBSテレビ「オビラジR」2006年12月度エンディングテーマ
3. ケピック
  - 作詞・作曲・編曲：YOSK
  - テレビ東京系「スキバラ」2007年1月度エンディングテーマ